# (37203) 2000 WS98
2000 WS98 (asteroide 37203) é um asteroide da cintura principal. Possui uma excentricidade de 0.10902080 e uma inclinação de 12.10558º.
Este asteroide foi descoberto no dia 21 de novembro de 2000 por LINEAR em Socorro.